# Alfa Romeo 20/30ES
Alfa Romeo 20/30ES är den första sportmodellen från det italienska biltillverkarföretaget Alfa Romeo. Modellen lanserades 1920. Dess motor hade en slagvolym på 4 250 liter och utvecklade 67 hästkrafter. Med toppfarten 140 km/h var det den snabbaste landsvägsmodellen från Alfa Romeo, innan den kompressormatade 1500-modellen kom 1928. 20/30ES var mycket framgångsrik i italienska biltävlingar.